# Jan Spierdijk

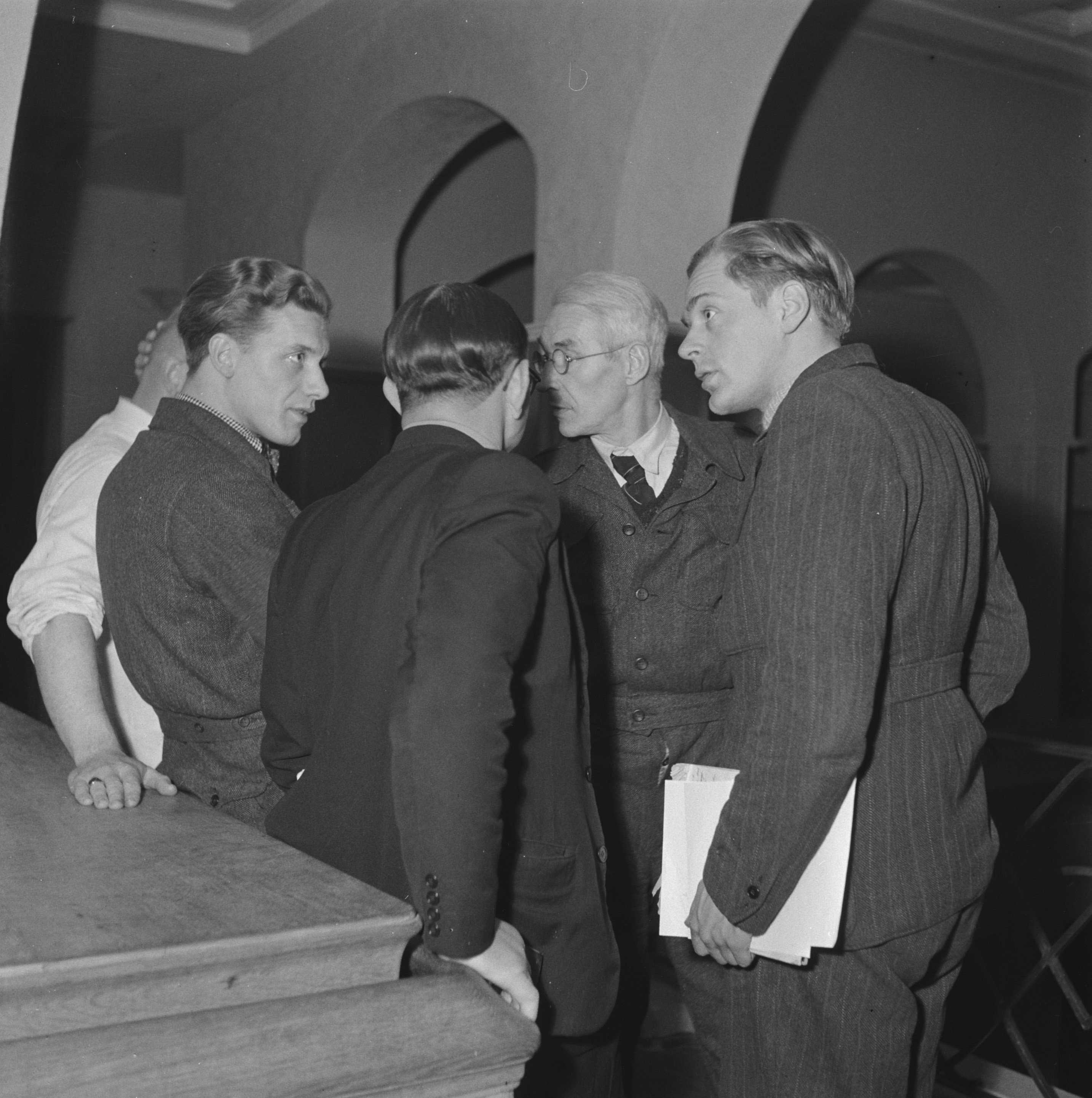
Herstellingsoord voor illegale werkers Kareol te Aerdenhout. Jan Spierdijk in gesprek, november 1945

Jan Spierdijk (Amsterdam, 4 oktober 1919 – 10 februari 1997) was een Nederlands schrijver en journalist.
Hij begon als medewerker op een verzekeringskantoor en studeerde Engels. Tijdens de Tweede Wereldoorlog werd hij als gijzelaar in kamp Haaren opgesloten. Hij publiceerde rond het einde van de oorlog enkele dichtbundels.
Spierdijk begon zijn journalistieke loopbaan bij De Waarheid. Vanaf 1949 was hij enkele decennia werkzaam bij De Telegraaf in Amsterdam, onder andere als kunstredacteur. Verder vertaalde hij Engelstalige werken en leverde hij bijdragen aan het tijdschrift Proloog.

## Publicaties (selectie)
- De nar, Uitgever: Bigot & Van Rossum N.V., Amsterdam [1943], Gekartonneerd,54 pp
- Baba Tahir. Perzische kwatrijnen, Vertaling: Jan Spierdijk, uitgever: Contact, 1944
- XVI Sonnetten, uitgever Bayard Pers, (Kroonder, Bussum) 1944. 22 pp., illegale uitgave: de Jong 772
- Dierbaar Landschap, uitgever: Contact, Amsterdam, 1946, geb. 128 pag., stofomslag Lex Metz
- Ontsluierd geheim. Een bundel verhalen uit het Victoriaanse tijdperk, uitgever: Amsterdam Wereldbibliotheek 1950, Linnen band, 20 cm, 348 pp.
- Moor, zij is niet kuis, uitgever: Contact, Amsterdam, 196
- Jan Fabricius, de man en zijn werk, inleiding: Jan Spierdijk, Uitgever:	Van Gorcum & Comp., 1971, 452 pp.
- Andermans roem, Amsterdam, Tiebosch, 1979. Paperback. 174 p. Ills.
- Gast van mijn nieuwe lente, uitgever: De Beuk, Amsterdam 1985
- Dorp. Gedichten, uitgever: Amsterdam, De Beuk, 1988, ingenaaid, 40 p., 14 x 21 cm.
- Jeugd vol verwachting. Amsterdamse Herinneringen, 1919-1940, UTRECHT, 1994.

- Bibliothèque nationale de France: cb12887558v (data)
- Biografisch Portaal: 32881681
- Digitale Bibliotheek voor de Nederlandse Letteren: spie005
- International Standard Name Identifier: 0000 0001 2126 3713
- Nederlandse Thesaurus van Auteursnamen: 069418012
- Système universitaire de documentation: 149492251
- Virtual International Authority File: 30343882